# イチオシキッス
『イチオシキッス』は、テレビ東京系列で放送されていたテレビ東京ミュージック製作の情報バラエティ番組である。
テレビ東京では2000年4月3日から2001年3月26日（25日深夜）まで、毎週月曜 0:45 - 1:15 （日曜深夜、日本標準時）に放送。
番組開始当初2000年4 - 6月の1クールは、『イチオシ』のタイトルだった。

## 概要
様々なアーティストがアメリカに渡り、出会いや経験を通じてそれぞれの感性を磨いていく音楽バラエティ番組。

## 出演者
- y'z factory
- 山部光彦 & KAPLANS
- 佳原ゆみ

### ナレーター
- 星野大輔
- まさきゆか

## スタッフ
- 構成: 高梨武志
- 撮影: 花田崇、白間亨、猪狩博英、勝田正志
- 編集: 望月洋之
- MA: 石川幸人
- 音効: 長谷川龍
- タイトル: 安居院一辰
- ヘアーメイク: 野田恵理
- 海外制作協力: production partners TOPSPIN UTB
- AP: 新潟竜大（テレビ東京ミュージック）
- AD: 南部亨児
- ディレクター: 難波裕介、本岡豊基、碓氷健史、門倉孝靖
- 演出: 堀脇慎志郎、風見昌弘（WINSWIN）
- プロデューサー: 斉藤紀子（テレビ東京）、土肥陸至（テレビ東京ミュージック）、松野暁（Capa）
- 制作協力: Capa、WINSWIN
- 製作: テレビ東京、テレビ東京ミュージック